# Hirekodagali, Hungund
Hirekodagali là một làng thuộc tehsil Hungund, huyện Bagalkot, bang Karnataka, Ấn Độ.